# Ben Wilson (Maler)
Ben Wilson (* 1963 in Cambridge, England) ist ein in London ansässiger Streetart-Künstler. Er malt Miniaturen auf ausgespuckten, auf dem Pflaster festgetretenen Kaugummis.
Wilson begann zuerst 1998 mit gelegentlicher Malerei von Kaugummi-Gemälden und ab Oktober 2004 widmete er sich ganz dieser Kunst. Er schuf mehr als 10 000 dieser Werke auf Gehwegen in Europa, die meisten in London.
Wilson erhitzt die Kaugummimasse mit einer kleinen Lötlampe, glättet sie und trägt dann weißen Lack auf. Er benutzt spezielle Acrylfarben und benötigt bis zu zehn Stunden für ein Bild.
Über Wilsons Arbeit berichteten verschiedene Medien, unter anderem die BBC, Yourope, This is Local London, The Observer, Raw Vision und The Daily Telegraph. Über Ben Wilson und seine Arbeit wurden zwei kurze Dokumentarfilme gedreht.
Im Jahre 2005 wurde Wilson am Trafalgar Square festgenommen und im Jahre 2009 von der City of London Police wegen des Verdachts der Sachbeschädigung verhaftet, auch dieses Verfahren wurde ein paar Monate später eingestellt.